# Episodi di Un cane di nome Wolf (sesta stagione)
La sesta stagione della serie televisiva Un cane di nome Wolf è stata trasmessa in anteprima nel Regno Unito dalla ITV tra il 13 ottobre 1993 e il 15 dicembre 1993.
| nº | Titolo originale            | Titolo italiano | Prima TV UK      | Prima TV Italia |
| -- | --------------------------- | --------------- | ---------------- | --------------- |
| 1  | A Boy Called Rex            |                 | 13 ottobre 1993  |                 |
| 2  | High and Dry                |                 | 20 ottobre 1993  |                 |
| 3  | Grandmother's Footsteps     |                 | 27 ottobre 1993  |                 |
| 4  | The Hunt for the Red Fox    |                 | 3 novembre 1993  |                 |
| 5  | Miranda                     |                 | 10 novembre 1993 |                 |
| 6  | The Sure Thing              |                 | 17 novembre 1993 |                 |
| 7  | The School Camp             |                 | 24 novembre 1993 |                 |
| 8  | Look Out Behind You         |                 | 1º dicembre 1993 |                 |
| 9  | Love Among the Cricket Bats |                 | 8 dicembre 1993  |                 |
| 10 | State of War                |                 | 15 dicembre 1993 |                 |